# Labidostomis cyanicornis
Labidostomis cyanicornis је врста тврдокрилца из породице буба листара (Chrysomelidae).

## Опис
Типична дужина овог инсекта је 6,6–8,5 mm. Пронотум има изражена удубљења, са кратким длачицама или без њих, док је абдомен прилично длакав. Антене су назубљене од 5. сегмента. Глава и пронотум су црни са упадљивим зеленкастим сјајем, а покрилца су светла, наранџастосмеђа. Доња страна инсекта и ноге су зеленкастоцрни.

## Распрострањење
У Европи овај инсект живи од Француске на исток, али само у јужној половини континента. У Србији до сада није бележен на самом северу нити на самом југу.

## Биологија
Одрасли инсекти су активни највише у мају и јуну и хране се најчешће белом врбом (Salix alba) и сивом врбом (Salix cinerea).